# سارة شمة
سارة شما ولدت في عام 1975 وهي رسامة سورية. في عام 2010 تم اختيارها كشخصية شهيرة وفنانة مشاركة في البرنامج الغذائي العالمي للأمم المتحدة.

## نبذة
سارة شما هي فنانة تشكيلية سورية تقيم حاليا في دمشق، نفس المدينة التي ولدت فيها عام 1975 وبدأت الرسم من عمر الأربع سنوات بتـشجيع من والديها وعندما قاربت الرابعة عشر عاماً تأكدت سارة بأن مستقبلها لن يكون منفصلاً عن موهبتها وولعها الطفولي بالرسم.
بدأت مسيـرتها بـشكل مدروس باستخدام اللونين الأسود والأبيض فقط من ثمّ بدأت بالتركيزِ على الضوء والظل وتظليل المساحات الضوئيّه وأبعادها، أخيرا انتقلت للتواصل مع الفراغ عن طريق الالوان الزيتيّه حيث وجدت قدرتها على التعبير عن ما يدور خلف أصوات شـخصيتها.
التحقت بمعهد ادهم اسـماعيل للفنون التشكيليه في دمشق وتخرجت منه عام 1995. ثمّ تابعت مسيرتها الفنية وتخرجت من كليه الفنون الجميلة قسم التصوير الزيتي بدمشق ونالت على الدرجة الأولى فيه. في عام 1997 عادت لتسقي بعض مما زرع فيها معهد ادهم إسماعيل فعملت مدرسه فيه مدّه ثلاث سنوات بعد تخرجها (1997 - 2000).

## المهنة والأعمال
تم اختيار سارة شامة كواحدة من الفائزين بجائزة البورتريه التي ترعاها شركة النفط البريطانية في عام 2004  ، وبعد ذلك تم دعوتها للمشاركة في عدد من المعارض الفردية والجماعية حول العالم، والمتضمنة معرض كيو الذي يقام في المدرسة الملكية للفنون في عام 2013 والمعرض السنوى الخاص بالمجتمع الملكى لرسامى البورتريه في مجمع المعارض في عام 2013  ، وكذلك في معرض الفنون الشمالية  في مدينة بودلسدورف في ألمانيا عام 2012 ولعل أختيار وتركيز سارة شامة الأساسى كان على الشكل البشرى، فبالرغم من أنها عاشت وعملت أثناء الحرب الأهلية السورية «والتي انعكست في فنها» إلا أنها اختارت أن تركز بشكل أقل على الجوانب السياسية ومعاناة الحرب، وبشكل أكبر على موضوع الإنسانية.

## الجوائز
1. 2010 : جائزة القائمة القصيرة للفنون الشمالية، والمعرض الدولى السنوى والمنظم عن طريق كيث للفنون في كارلشوت في بوديلسدروف بألمانيا.[4]
2. 2009 : الجائزة الثانية في الرسم في مسابقة الفنون والأداب من مجلة النشاط النحتي من الولايات المتحدة الأمريكية.[6]
3. 2008 : الجائزة الأولى للرسم من جائزة ووترهاوس لفن التاريخ الطبيعى [7] في متحف الجنوب الأسترالى في أدليد في جنوب أستراليا.
4. 2005 : جائزة القائمة القصيرة للرسم الدولى من مجلس بلدة كاستلون [8] في أسبانيا.
5. 2004 : الجائزة الرابعة من جائزة البورتريه العالمية التي ترعاها شركة البترول البريطانية في معرض البورتريه الوطنى [2] في لندن المملكة البريطانية المتحدة.

## تواريخ مهمه في حياه ساره شمه
1975 ولدت في دمشق.
• 1995 تخرجت من مركز أدهم إسماعيل للفنون التشكيلية بدمشق.
• 1998 تخرجت من كلية الفنون الجميلة قسم التصوير الزيتي بالدرجة الأولى بدمشق.
• 1997 - 2000 مدرسة في مركز أدهم إسماعيل للفنون التشكيلية بدمشق.
• في نيسان 2004 شاركت ساره شمه كعضوه في لجنه تحكيم لمسابقه أقامها معهد ال smode في دمشق

## عضوية
ساره شمه عضوة في نقابة الفنون الجميلة بدمشق.

## كتب
نشرت دار النشر الاميركيه cune press في ايلول عام 2004 كتاب عن ساره شمه باسم The art of Sara Shamma

## الجوائز
2008 جائزة الأولى للرسم في مسابقة الفن العالمية Waterhouse واترهوس للتاريخ الطبيعي في متحف جنوب أستراليا في مدينة أدوليد في جنوب أستراليا.
2006 جائزة نقابة الفنون الجميلة في دمشق، سوريا.
2005 رشحت لنيل الجائزة العالمية لمجلس مقاطعة كاستييون للتصوير الزيتي في مدينة كاستييون في إسبانيا.
2004 كرمت من قبل القصر الجمهوري بدمشق.
2004 الجائزة الرابعة في مسابقة البورتريه العالمية BP Portrait Award في الصالة الوطنية للبورتريه، لندن، بريطانيا.
2003 الجائزة الثانية في مسابقة IIAPC internet international art contest
2001 الجائزة الأولى (الذهبية) في بينالي اللاذقية، اللادقية، سورية.
2000 الجائزة الثانية في مسابقة أقامها المركز الثقافي الإسباني بدمشق، سورية.
2000 الجائزة الثانية في مسابقة أقامها المجلس الثقافي البريطاني بدمشق، سورية.
1998 الجائزة الثانية في معرض الشباب الأول بدمشق، سورية.
1998 الخريجة الأولى (الجائزة الأولى)، كلية الفنون الجميلة، جامعة دمشق، سورية.

## المعارض الفردية
2007 نادي الكورنيش، تنظيم فاتنة السيد، الكويت، الكويت.
2007 غاليري الأرت هاوس، دمشق، سوريا.
2004 صالة كلمات، حلب، سورية.
2004 صالة كاريزما، نيسان،الكويت، الكويت.
2002 صالة نصير شورى، دمشق، سورية.
2001 نادي شل الثقافي، دمشق، سورية.
2000 صالة نصير شورى، دمشق، سورية.
1999 المركز الثقافي الفرنسي في دمشق، سورية

## بعض المعارض الجماعيه
• 2004 مسابقة BP portrait Award في الصالة الوطنية للبورتريه في لندن. لندن 16حزيران حتى 19 ايلول
• 2004 فنانين سوريين في المكتبة الوطنية، نيسان في مدريد، إسبانيا.
• 2003 مهرجان الثقافة والتراث العربي في مدينة مونتريال في كندا - تشرين الثاني.
• 2003 لقاء فنانات من العالم - أيار - حلب - سوريا.
• 2003 معرض فنانين سوريين في صالة amber كانون الثاني - شباط - آذار في هولندة.
• 2002 أيار، صالة دار الأندى في عمان، الأردن.
• 2002 صالة M- art - أيلول في فيينا.
• 2002 البينالي المتوسطي في قصر خير الدين - نيسان - تونس.
• 2002 صالة دار الأندى في عمان - الأردن.
• 2001 معرض ثنائي: سارة شمة وفادي يازجي في متحف مدينة كوفنتري (حزيران - تموز - أب) في إنكلترا.
• 2001 معرض ARTUEL في فندق فينيسيا - تموز - بيروت - لبنان.
• 2001 بينالي اللاذقية - آب - سوريا.
• 2001 بينالي الشارقة - نيسان - الإمارات العربية المتحدة.
• 2001 بينالي القاهرة - آذار - القاهرة - مصر.
• 2001 معرض النساء والحرب - منظمة الصليب الأحمر الدولي (دمشق - عمان - سويسرا)
• 2000 معرض وملتقى المونت روزا - تشرين الثاني - دمشق.
• 1994 - 2003 المشاركة في أكثر من 20 معرض جماعي بدمشق - معارض الدولة الرسمية والمعارض الخاصة: المتحف الوطني - المركز الثقافي العربي - المركز الثقافي الإسباني - المركز الثقافي البريطاني - صالة عالبال - صالة السيد - صالة بيت جبري - صالة الشعب - صالة كروكي - قاعات الصليب المقدس - قاعة مقر الصليب الأحمر - صالة عشتار - معرض دمشق الدولي - مكتبة الأسد - صالة الرواق.
• 2004 معرض فردي في صالة دار كلمات في حلب، سوريا، تشرين الثاني.
• 2004 2تشرين الأول حتى 13 تشرين الثاني معرض BP portrait Award في متحف الرويال البرت Royal Albert Memorial Museum في اكزتر Exeter في بريطانيا.
• 4 كانون الأول حتى 22 كانون الثاني معرض BP portrait Award في صالة ابردين في ابردين Aberdeen في بريطانيا.
• 2005 شباط حتى نيسان معرض BP portrait Award في الأكاديمية الملكية الأنكليزية The Royal west of England academy في بريستول في بريطانيا.
• 1999 المركز الثقافي الفرنسي، كانون الثاني - دمشق.

## موقع سارة شمة على الإنترنت
www.sarashamma.com

## وصلات خارجية
- سارة شما؛ العربي الجديد
- http://www.sarashamma.com/
- http://www.fw-magazine.com/content/humble-con%EF%AC%81dence
- http://www.wfp.org/content/sara-shamma نسخة محفوظة 30 مارس 2014 على موقع واي باك مشين.
- http://nadiamuhanna.wordpress.com/2008/12/01/painting-whats-inside/